# NGC 6002
NGC 6002 је појединачна звезда у сазвежђу Северна круна која се налази на NGC листи објеката дубоког неба.
Деклинација објекта је + 28° 36' 38" а ректасцензија 15h 47m 44,3s. Привидна величина (магнитуда) објекта NGC 6002 износи 13,7.